# Hexatoma infixa
Hexatoma infixa är en tvåvingeart som först beskrevs av Walker 1856.  Hexatoma infixa ingår i släktet Hexatoma och familjen småharkrankar. Inga underarter finns listade i Catalogue of Life.